# Barthélémy Colombies
Barthélémy Colombies est l'auteur d'un petit livre destiné aux viticulteurs touchés par le phylloxera. Il était régisseur à Aussières (Aude).

## Publications
- La Vigne en chaintres, ou culture à grande production, Carcassonne, Grande imprimerie, s. d. (vers 1890).